# Ifig Flatrès
Ifig Flatrès, né en 1967 à Pont-l'Abbé, est un chanteur français de chansons bretonnes.

## Biographie
Ifig Flatrès, né en 1967 à Pont-l'Abbé, est originaire de Combrit. 
Le breton lui a peu été transmis par ses parents, comme c'est le cas de beaucoup de Bretons de son âge, mais il se découvre jeune une passion pour cette langue et apprend vite à bien la maîtriser. 
L'amour de la Bretagne et de sa culture se révèle encore plus à lui alors qu'il poursuit des études de muséologie loin de sa terre natale, en Alsace. Il rentre au pays alors que le renouveau breton connaît un second souffle, il s'intéresse à la tradition, au chant des Sœurs Goadec et aux collectages. Il se passionne donc[pourquoi ?] pour la musique du pays bigouden ainsi que celle de la proche Haute-Cornouaille.
Il a été révélé dans les années 1990 et s'illustre notamment dans le kan ha diskan en compagnie de Louise Ebrel, fille d'Eugénie Goadec.
En 2005 il devient directeur de Ti-ar-Vro Kemper et membre du groupe Oktopus Kafé.

## Discographie
- 2004 : Tre Tavrin ha Sant Voran, éd. Coop Breizh
- 2010 : Oktopus Kafe, Ar vro didu, éd. Poch an toer
- 2014 : Oktopus Kafe, Signor Fildéro rêveur de tangos, éd. Poch an toer